# ノゾミ・キムラ
ノゾミ・セイジロウ・キムラ・エレディア（Nozomi Seijiro Kimura Heredia , 1997年1月23日 - ）は、チリ・首都州サンティアゴ出身のプロサッカー選手。日系チリ人。2部リーグプリメーラB・デ・チレのサンティアゴ・モーニングに所属している。ポジションはDF。

## 来歴

### クラブ
2014年に17歳の時にサンティアゴ・モーニングでプロデビュー。2017年シーズンをCDオヒギンスでローン移籍でプレー、2018年のサンティアゴ・モーニングに復帰した。

### 代表歴
2017年にエクアドルで開催された南米ユース選手権に、U-20のチリ代表に招集。誕生日を3日前に控えた1月24日のパラグアイ戦に出場した。

## 家族
曾祖父の名前は『セイジロウ』で、キムラのミドルネームにも付けられている。また、キムラには日本国籍も所有しているとされており、日本代表でのプレーも可能とされている。